# 福元洋平
福元 洋平（ふくもと ようへい、1987年4月12日 - ）は、大分県大分市出身の元サッカー選手。ポジションはディフェンダー。

## 来歴
大分県大分市生まれ。生後すぐに神奈川県川崎市に転居し、12歳まで川崎で育った。少年サッカーチームの監督を務めていた父の影響もあり、幼稚園生時代にサッカーを始めた。川崎市中原区にある少年サッカーチーム・東住吉サッカークラブに所属していたが、小学校6年次に父親の仕事の都合で大分県に戻った。この経緯からプロ入り前後の時期には川崎市出身と登録されたこともあった。中学生時には大分トリニータU-15に入団。当時の福元は熱くなるとチームメイトに文句を言うなど、天狗になっていた部分もあったが、当時のU-15監督であった吉武博文に「今、（おまえには）そんなことをやっている暇はないんじゃないか？」と言われた事をきっかけに態度を改めた。
大分U-18在籍中の2005年にトップチームに2種登録選手として選手登録されると、当時の大分監督であったペリクレス・シャムスカに先発に抜擢され、ストッパーとして7試合に出場。J1残留に少なからずも貢献した。U-19日本代表でもキャプテンを務めた。翌2006年に正式にトップチームに昇格し。リーグ前半戦は11試合に先発出場を果たしたが、後半戦は一転して先発は1試合のみとなり、通算14試合の出場に留まった。翌2007年は先発試合は5試合と前年よりも減少し、出場試合数、出場時間も前年以下の数値となった。
シーズン終了後にガンバ大阪からオファーがあり、1週間程悩んだ末に、厳しい環境の中でステップアップしたいという思いから移籍を決断。2008年、期限付き移籍でG大阪に加入したが、国内外合わせて公式戦8試合の出場に留まった。
2009年にはジェフユナイテッド市原・千葉に期限付き移籍。2010年、大分の財政難の影響もあり千葉へ完全移籍するも、2011年をもって契約満了により退団。
チームのポテンシャル、そしてグラウンドやクラブハウスなど、サッカーに集中できる環境が整っていることへの期待感が大きかった事を理由として、2012年より徳島ヴォルティスに移籍。5シーズン所属し、2年目の2013年には徳島のJ1昇格にも貢献した。
2017年よりレノファ山口FCに完全移籍。
2019年よりヴェルスパ大分に完全移籍。
2019年をもって現役引退。Jリーグクラブからのスクールコーチのオファーもあったというが、それらを断り、広告代理店での勤務と並行して宅地建物取引士の資格を取得、山口市の不動産会社に転職し、営業職として勤務している。

## 所属クラブ
- 明野西JFC
- 2000年 - 2002年 大分トリニータU-15（大分市立明野中学校）
- 2003年 - 2005年 大分トリニータU-18（大分高等学校）
- 2006年 - 2009年 大分トリニータ
  - 2008年 ガンバ大阪（期限付き移籍）
  - 2009年 ジェフユナイテッド市原・千葉（期限付き移籍）
- 2010年 - 2011年 ジェフユナイテッド市原・千葉
- 2012年 - 2016年 徳島ヴォルティス
- 2017年 - 2018年 レノファ山口FC
- 2019年  ヴェルスパ大分

## 個人成績
| 国内大会個人成績 | 国内大会個人成績 | 国内大会個人成績 | 国内大会個人成績 | 国内大会個人成績 | 国内大会個人成績 | 国内大会個人成績 | 国内大会個人成績 | 国内大会個人成績 | 国内大会個人成績 | 国内大会個人成績 | 国内大会個人成績 |
| 年度             | クラブ           | 背番号           | リーグ           | リーグ戦         | リーグ戦         | リーグ杯         | リーグ杯         | オープン杯       | オープン杯       | 期間通算         | 期間通算         |
| 年度             | クラブ           | 背番号           | リーグ           | 出場             | 得点             | 出場             | 得点             | 出場             | 得点             | 出場             | 得点             |
| 日本             | 日本             | 日本             | 日本             | リーグ戦         | リーグ戦         | リーグ杯         | リーグ杯         | 天皇杯           | 天皇杯           | 期間通算         | 期間通算         |
| ---------------- | ---------------- | ---------------- | ---------------- | ---------------- | ---------------- | ---------------- | ---------------- | ---------------- | ---------------- | ---------------- | ---------------- |
| 2004             | 大分U-18         | 4                | -                | -                | -                | -                | -                | 3                | 0                | 3                | 0                |
| 2005             | 大分             | 31               | J1               | 7                | 0                | 0                | 0                | 0                | 0                | 7                | 0                |
| 2006             | 大分             | 31               | J1               | 14               | 0                | 5                | 0                | 0                | 0                | 19               | 0                |
| 2007             | 大分             | 31               | J1               | 11               | 0                | 2                | 0                | 2                | 0                | 15               | 0                |
| 2008             | G大阪            | 6                | J1               | 5                | 0                | 1                | 0                | 0                | 0                | 6                | 0                |
| 2009             | 千葉             | 15               | J1               | 17               | 0                | 3                | 0                | 3                | 0                | 23               | 0                |
| 2010             | 千葉             | 15               | J2               | 19               | 0                | -                | -                | 3                | 0                | 22               | 0                |
| 2011             | 千葉             | 15               | J2               | 2                | 0                | -                | -                | 2                | 0                | 4                | 0                |
| 2012             | 徳島             | 33               | J2               | 23               | 0                | -                | -                | 2                | 0                | 25               | 0                |
| 2013             | 徳島             | 33               | J2               | 24               | 0                | -                | -                | 0                | 0                | 24               | 0                |
| 2014             | 徳島             | 2                | J1               | 26               | 0                | 3                | 0                | 0                | 0                | 29               | 0                |
| 2015             | 徳島             | 2                | J2               | 28               | 1                | -                | -                | 3                | 0                | 31               | 1                |
| 2016             | 徳島             | 2                | J2               | 33               | 0                | -                | -                | 1                | 0                | 34               | 0                |
| 2017             | 山口             | 4                | J2               | 22               | 1                | -                | -                | 0                | 0                | 22               | 1                |
| 2018             | 山口             | 4                | J2               | 1                | 0                | -                | -                | 0                | 0                | 1                | 0                |
| 2019             | V大分            | 33               | JFL              | 1                | 0                | -                | -                | 0                | 0                | 1                | 0                |
| 通算             | 日本             | 日本             | J1               | 80               | 0                | 14               | 0                | 5                | 0                | 99               | 0                |
| 通算             | 日本             | 日本             | J2               | 152              | 2                | -                | -                | 11               | 0                | 163              | 2                |
| 通算             | 日本             | 日本             | JFL              | 1                | 0                | -                | -                | 0                | 0                | 1                | 0                |
| 通算             | 日本             | 日本             | 他               | -                | -                | -                | -                | 3                | 0                | 3                | 0                |
| 総通算           | 総通算           | 総通算           | 総通算           | 233              | 2                | 14               | 0                | 19               | 0                | 266              | 2                |

- 2005年は2種登録

| 国際大会個人成績 | 国際大会個人成績 | 国際大会個人成績 | 国際大会個人成績 | 国際大会個人成績 | FIFA      | FIFA      |
| 年度             | クラブ           | 背番号           | 出場             | 得点             | 出場      | 得点      |
| AFC              | AFC              | AFC              | ACL              | ACL              | クラブW杯 | クラブW杯 |
| ---------------- | ---------------- | ---------------- | ---------------- | ---------------- | --------- | --------- |
| 2008             | G大阪            | 6                | 2                | 0                | 0         | 0         |
| 通算             | AFC              | AFC              | 2                | 0                | 0         | 0         |

その他の国際公式戦
- 2008年
  - パンパシフィックチャンピオンシップ 2試合0得点
  - スルガ銀行チャンピオンシップ 1試合0得点

出場歴
- Jリーグ初出場 - 2005年9月10日 J1第23節 vs浦和レッズ（埼玉スタジアム2002）
- Jリーグ初得点 - 2015年6月14日 J2第18節 vsカマタマーレ讃岐（鳴門･大塚スポーツパークポカリスエットスタジアム）

## 代表歴
- U-14日本代表
- U-15日本代表
- U-16日本代表
- U-17日本代表
- U-18日本代表
- U-19日本代表
  - AFCユース選手権 (準優勝)
- U-20日本代表
  - 2007 FIFA U-20ワールドカップ (ベスト16・キャプテンを務める)
- U-22日本代表 
  - 北京オリンピックアジア二次予選

## タイトル

### クラブ
大分トリニータU-18
- 高円宮杯JFAU-18サッカープリンスリーグ九州：1回（2004年）
- 大分県サッカー選手権大会：2回（2004年、2005年）

ガンバ大阪
- 天皇杯：1回 (2008年)
- AFCチャンピオンズリーグ：1回 (2008年)
- パンパシフィックチャンピオンシップ：1回 (2008年)

ヴェルスパ大分
- 大分県サッカー選手権大会：1回（2019年）